# Universidad La Salle Pachuca
La Universidad La Salle Pachuca es una institución que imparte enseñanza a nivel medio superior y superior en la ciudad de Pachuca de Soto, capital del Estado de Hidalgo, México. Es una institución de inspiración cristiana y en el carisma de San Juan Bautista De La Salle.
Forma parte de la comunidad educativa de los Hermanos de las Escuelas Cristianas, fundada por San Juan Bautista De La Salle.

## Oferta Académica

### Bachillerato
- Campus La Luz
- Campus La Concepción

#### Facultad de Ciencias Administrativas
- Contaduría
- Administración
- Innovación y Administración de Negocios

#### Escuela de Arquitectura y Diseño
- Arquitectura
- Diseño Gráfico Digital

#### Facultad de Ciencias Humanas
- Pedagogía
- Enfermería
- Psicología
- Comunicación

#### Facultad de Derecho
- Derecho

#### Escuela de Ingeniería
- Ingeniería Civil
- Ingeniería Industrial
- Ingeniería Mecatrónica

### Posgrado
Especialidad en Gestión y Administración de Proyectos
Especialidad en Mercadotecnia y Publicidad
Maestría en Administración 
Maestría en Psicoterapia Familiar
Maestría en Derecho Civil
Maestría en Administración de Organizaciones de la Salud